# HD 196142
HD 196142，又名BD+72 957，SAO 9793、HR 7868，是一颗恒星，视星等为6.27，位于銀經106.17，銀緯18.88，其B1900.0坐标为赤經20h 30m 26.5s，赤緯+72° 18.88′ 34″。